# Debito di sonno

Schema che mostra gli effetti negativi della privazione del sonno sul corpo umano.

Il debito di sonno o deficit di sonno è una condizione fisiologica che indica l'accumulo di ore di sonno mancato, difficili da recuperare, che porta ad una serie di effetti biologici critici tra cui affaticamento mentale e fisico.
Nella società attuale, molto spesso, l'impatto della carenza di sonno sull'organismo è ampiamente sottovalutato sia dai medici che dall'opinione pubblica.

## Principali effetti conosciuti
Nell'organismo, la carenza di sonno è in grado di influenzare negativamente le capacità fisiche e intellettive. Gli studi condotti dimostrano che le regioni cerebrali in una condizione di mancanza di sonno funzionano male, come ad esempio le regioni che supportano la memoria, l'apprendimento e l'elaborazione linguistica.
Come già citato, tra numerose conseguenze psichiche della privazione di sonno abbiamo un deficit dell'attenzione e della memoria, ma anche l'umore sembra risentirne negativamente. Tali conseguenze, durante la routine quotidiana possono portare a facili incidenti, dimenticanze, riflessi rallentati e tempi di reazione più lunghi, con un conseguente impatto sociale negativo. L'esecuzione di attività che richiedono una particolare attenzione, è profondamente correlata al numero di ore di sonno effettuate durante la notte, e se esse sono poche, va a svantaggio della funzione cognitiva durante il giorno.
A livello fisico abbiamo una elevata vulnerabilità nell'andare incontro a complicanze quali ipertensione, diabete e obesità.
È stato dimostrato che il controllo della veglia è fortemente influenzato dalla proteina orexina. Nel 2009 uno studio condotto dall'Università di Washington ha rivelato che la mancanza di sonno possa aumentare nel cervello i livelli di Betamiloide, una proteina responsabile della malattia di Alzheimer.

## Impatto sociale
Secondo diverse pubblicazioni, nella società attuale, è facile imbattersi in uno stato di carenza di sonno, causato perlopiù dagli impegni lavorativi che non permettono di fare un adeguato riposo di almeno 8 ore per notte, e la categoria più colpita è quella dei turnisti, che risentono notevolmente degli effetti della privazione del sonno. Inoltre, una ricerca suggerisce che buona parte della popolazione mondiale non riesce a soddisfare completamente il bisogno di sonno.
La carenza di sonno, come risaputo, influenza negativamente le prestazioni in ambito sociale e lavorativo facilitando errori, anche fatali, come nel caso dell'incidente aereo del volo Air India Express 812 del 2010 con 158 vittime, le cui cause sono state interamente attribuite all'eccessivo affaticamento dei piloti.
Nel caso della guida automobilistica la carenza di sonno con conseguente microsonni è causa di numerosi incidenti più numerosi e gravi della guida in stato di ebbrezza.

## Active City Stop e Attention Assist
Active City Stop (noto anche come Active City Brake) e Attention Assist sono due sistemi di sicurezza attiva volti a prevenire gli effetti del colpo di sonno. Il primo attiva un segnale acustico e la frenata quando il guidatore si avvicina troppo a pedoni, ciclisti o autoveicoli. Il secondo valuta alcuni parametri, tra cui l'inclinazione della testa, la capacità di non deviare dalla propria corsia di marcia e l'utilizzo degli indicatori di direzione, emettendo, in caso di sospetto colpo di sonno, un segnale acustico e trasmettendo una vibrazione al volante.